# The Settlers Онлайн
The Settlers Онлайн (англ. The Settlers Online) — бесплатная браузерная стратегия от студии Ubisoft Blue Byte, создавшей серию игр The Settlers.
Является представителем классической немецкой школы стратегических игр. Игра обладает таким же игровым процессом, какой представлен в последних трёхмерных частях серии The Settlers. Игрок начинает с простой деревни и расширяет её сектор за сектором, чтобы в конце концов создать своё королевство. В течение этого процесса игрок должен как можно более правильно организовать производственные цепочки и наладить производство войск.
На первых порах игры с помощью вспомогательных заданий игрок, даже не знакомый с серией The Settlers, получает все необходимые навыки и знания для успешного роста по уровням и расширения границ своих владений. Вводной можно назвать часть, продолжающуюся до 26 уровня. До этого времени новые территории открываются после уничтожения вражеских войск. В дальнейшем по достижении 26 уровня появляется возможность не только расширять своё королевство, но и совместно с другими игроками проходить приключения, зарабатывая дополнительные ресурсы и опыт.
Игра выпускалась более пятнадцати лет назад и имеет семь частей. Впоследствии была создана онлайн-версия игры в 2011 году.
В игре есть возможность участия в PvP боях.

## Игровой процесс
Игровой процесс разделен на две части: экономическую и боевую. В экономической происходит строительство города, торговля, в военной — сражения. Также есть режим, когда игроку нужно найти спрятанные предметы на карте; он не принадлежит ни к военной, ни к экономической, а переплетён к обоим.

### Экономика
На данный момент в игре присутствует шесть категорий ресурсов:
- Базовые — это непосредственно сырьё, сюда можно отнести древесину, камень, рыбу и специальные «бонусные» ресурсы, которые вводятся во время специальных событий.
- Улучшенные — уголь, медная руда, бронза, вода, пшеница, инструменты, квас, производимый на пивоварне, мука, хлеб, луки и бронзовые мечи.
- Передовые — древесина из дуба, дубовые доски, железная руда, железо, сталь, золотая руда, золото, монеты, мясо, колбасы, мрамор, лошади, железные мечи, стальные мечи, длинные луки.
- Искусные — красное дерево, доски из красного дерева, титановая руда, титан, селитра, порох, гранит, колёса, повозки, дамасские мечи, арбалеты, пушки.
- Элита — махагониевое дерево, шерстяная ткань, платиновая руда, платиновый меч, боевой конь, мортира, аркебуза и др.
- Событие — тыквы, пасхальные яйца, футбольные мячи, воздушные шары, подарки и др. Эти ресурсы используются в основном во время праздников.

Отдельным типом ресурсов являются доступные для производства игроком типы войск — новобранцы, лучники, ополчение, кавалерия, стрелки с длинными луками, солдаты, арбалетчики, элитные солдаты, канониры и др.

### Боевая система
Накопив достаточное число ресурсов, чтобы создать армию, игрок может напасть на врагов на своём острове, выполнить приключение или сразиться против другого игрока. Игрок выбирает генерала, который пойдет в бой, назначает ему солдат, и выбирает вражеский лагерь, на который надо напасть. Пока генерал добирается до лагеря, по пути на него могут напасть от скрытых лагерей. Если же игроку трудно пробить лагерь противника, он может отправить ещё генерала или же использовать усилитель на лагерь и тогда часть защитников падёт.
В битве используются параметры солдат: здоровье, инициатива, урон, точность, а также навыки, влияющие на тип урона и преимущественные цели нападения. Примечательно, что для PvE и PvP используются войска из разных казарм.

## Отзывы
Сайт Игромания поставил игре 8 из 10 баллов: 

Разработчики сделали именно то, что от них требовалось. Немного упростили механику, совсем чуть-чуть облегчили экономическую модель, а затем аккуратно перенесли обновлённых «Поселенцев» в наши браузеры.— 
По результатам голосования читателей немецкого игрового журнала PC Games была признана лучшей браузерной игрой 2011 года.
Рецензент Игры@Mail.Ru поставил игре 8,5/10 баллов.

## Развитие игры
| Системные требования | Системные требования                    | Системные требования                     |
| -------------------- | --------------------------------------- | ---------------------------------------- |
|                      | Минимальные                             | Рекомендуемые                            |
| ПК (Windows)         |                                         |                                          |
| ОС                   | Windows XP SP3                          | Windows 7                                |
| ЦПУ                  | Двухъядерный процессор с частотой 2 ГГц | Двухъядерный процессор с частотой 2 ГГц  |
| Объём ОЗУ            | 2 Гб                                    | 4 Гб                                     |
| Место на диске       | 200 Мб свободного места                 | 200 Мб свободного места                  |
| Видеокарта           | Hardware Accelerated Graphics           | Hardware Accelerated Graphics с 1 Гб RAM |
| Сеть                 | Широкополосное подключение к интернету  | Широкополосное подключение к интернету   |
| ПК (Mac OS)          |                                         |                                          |
| ОС                   | Mac OSX 10.7.5                          | Mac OSX 10.10                            |
| ЦПУ                  | Двухъядерный процессор с частотой 2 ГГц | Двухъядерный процессор с частотой 2 ГГц  |
| Объём ОЗУ            | 2 Гб                                    | 4 Гб                                     |
| Место на диске       | 200 Мб свободного места                 | 200 Мб свободного места                  |
| Видеокарта           | Hardware Accelerated Graphics           | Hardware Accelerated Graphics с 1 Гб RAM |
| Сеть                 | Широкополосное подключение к интернету  | Широкополосное подключение к интернету   |

Закрытое бета-тестирование немецкой версии игры ("Die Siedler Online") началось 27 июля 2010 года. 31 июля 2010 года 10 000 бета-ключей были разыграны среди пользователей немецкого игрового портала 4Players. 22 октября 2010 года было начато открытое бета-тестирование немецкой версии игры.
20 мая 2014 года в игру была добавлена внутриигровая система достижений. Достижения разделены по группам, за каждое выполненное достижение начисляются очки. За выполнение определённого достижения или группы достижений начисляются ресурсы. Также можно сравнить свои выполненные достижения с другими игроками.
Выход состоялся 26 февраля 2014 года, хотя многими авторитетными изданиями датой выхода признана стадия перехода игры в открытое бета-тестирование.
27 ноября 2014 в игру был добавлен режим PvP-сражения.
6 апреля 2015 года «Фабрика Онлайн» прекратила обслуживать игру.
19 августа 2015 года игра стала доступна для игры через сервис Steam. Для игры используется профиль Steam, и поэтому те, кто играл через браузер, не могут продолжить играть через Steam и наоборот. Однако серверы не разбивают игроков и они могут играть вместе.
Изначально игра была разработана с использованием технологии Adobe Flash, поддержка которого была прекращена 31 декабря 2020 года.
2 февраля 2021 года разработчики выпустили веб-клиент, всё также использующий Flash, тем самым минуя запреты о запуске оного при открытии игры в браузере.
После выпуска веб-клиента разработчики занялись переходом игры на Unity, данный прогресс выполнялся на тестовом сервере.
28 апреля 2021 года было объявлено о возможности протестировать новую версию игры на тестовом сервере. Игроки крайне негативно отнеслись к этой версии, было не менее трёхсот жалоб в техподдержку и сообщений на форуме.
20 июля 2021 года состоялся запуск версии игры на движке Unity. После данного обновления на форуме появилась масса жалоб, связанных с многоминутными задержками действий, выполняемых игроком, и огромным количеством новых багов. Нередко игроки упоминали, что на тестовом сервере всё работает так же.